# Озброєння та військова техніка Повітряних сил США
Список озброєння та військової техніки Повітряних сил США — перелік озброєння, військової техніки, зброї та спеціального оснащення, що перебуває на озброєнні у Повітряних силах Сполучених Штатів Америки.

## Зброя
| Назва                      | Фото             | Тип                        | Модифікації                      | Калібр            | Походження       | Прим.                                                                                         |
| Стрілецька зброя           | Стрілецька зброя | Стрілецька зброя           | Стрілецька зброя                 | Стрілецька зброя  | Стрілецька зброя | Стрілецька зброя                                                                              |
| Пістолети                  | Пістолети        | Пістолети                  | Пістолети                        | Пістолети         | Пістолети        | Пістолети                                                                                     |
| -------------------------- | ---------------- | -------------------------- | -------------------------------- | ----------------- | ---------------- | --------------------------------------------------------------------------------------------- |
| Beretta M9                 |                  | напівавтоматичний пістолет | M9A1, M9A3                       | 9×19 мм Парабелум | Італія           | стандартна особиста зброя; планується заміна на перспективний пістолет Modular Handgun System |
| M11                        |                  | напівавтоматичний пістолет |                                  | 9×19 мм Парабелум | Швейцарія        | планується заміна на перспективний пістолет Modular Handgun System                            |
| Пістолети-кулемети         |                  |                            |                                  |                   |                  |                                                                                               |
| MP5                        |                  | пістолет-кулемет           | MP5N, MP5K-N, MP5SD-N            | 9×19 мм Парабелум | Німеччина        |                                                                                               |
| Автоматична особиста зброя |                  |                            |                                  |                   |                  |                                                                                               |
| M16A2                      |                  | автоматична гвинтівка      |                                  | 5,56×45 мм НАТО   | США              | Практично вийшла з користування; залишається в обмеженій кількості в окремих підрозділах      |
| GUU-5/P                    |                  | автоматичний карабін       |                                  | 5,56×45 мм НАТО   | США              |                                                                                               |
| M4                         |                  | автоматичний карабін       | M4 MWS, M4A1, CQBR               | 5,56×45 мм НАТО   | США              | Стандартна індивідуальна стрілецька зброя усіх підрозділів Повітряних сил США                 |
| Кулемети                   |                  |                            |                                  |                   |                  |                                                                                               |
| M240                       |                  | єдиний кулемет             | M240C, M240L, M240E5/M240H       | 7,62×51 мм НАТО   | США              |                                                                                               |
| M249                       | ceneter          | легкий кулемет             | M249 Paratrooper                 | 5,56×45 мм НАТО   | Бельгія          | модифікація бельгійського кулемета FN Minimi                                                  |
| M2 HMG                     |                  | важкий кулемет             |                                  | .50 BMG           | США              |                                                                                               |
| Гранатомети                |                  |                            |                                  |                   |                  |                                                                                               |
| M203                       |                  | Підствольний гранатомет    | M203A1, M203A2, M203PI, M203 DAX | 40-мм гранати     | США              |                                                                                               |
| Гранати                    |                  |                            |                                  |                   |                  |                                                                                               |
| M67                        |                  | ручна граната              |                                  |                   | США              |                                                                                               |
| AN M18                     |                  | димова граната             |                                  |                   | США              |                                                                                               |
| M84                        |                  | світлошумова граната       |                                  |                   | США              |                                                                                               |

## Військова техніка

### Автомобільна та спеціальна техніка
| Назва                           | Фото                            | Походження                      | Кількість                       | Модифікація                     | Прим.                           |                                 |
| Спеціальна автомобільна техніка | Спеціальна автомобільна техніка | Спеціальна автомобільна техніка | Спеціальна автомобільна техніка | Спеціальна автомобільна техніка | Спеціальна автомобільна техніка | Спеціальна автомобільна техніка |
| ------------------------------- | ------------------------------- | ------------------------------- | ------------------------------- | ------------------------------- | ------------------------------- | ------------------------------- |
| Humvee                          |                                 | США                             |                                 |                                 |                                 |                                 |
| R-11 Refueler                   |                                 | США                             |                                 |                                 |                                 |                                 |
| LSSV                            |                                 | США                             |                                 |                                 |                                 |                                 |

## Авіаційне озброєння
| Назва                               | Фото             | Тип                                                        | Модифікація             | Прим.                                                                                            |                  |                  |
| Авіаційні ракети                    | Авіаційні ракети | Авіаційні ракети                                           | Авіаційні ракети        | Авіаційні ракети                                                                                 | Авіаційні ракети | Авіаційні ракети |
| ----------------------------------- | ---------------- | ---------------------------------------------------------- | ----------------------- | ------------------------------------------------------------------------------------------------ | ---------------- | ---------------- |
| AGM-65 Maverick                     |                  | ракета «повітря-поверхня»                                  |                         |                                                                                                  |                  |                  |
| AGM-86 ALCM                         |                  | крилата ракета повітряного базування                       |                         |                                                                                                  |                  |                  |
| AGM-88 HARM                         |                  | протирадіолокаційна ракета                                 |                         |                                                                                                  |                  |                  |
| AGM-130                             |                  | ракета «повітря-поверхня»                                  |                         |                                                                                                  |                  |                  |
| AGM-154 Joint Standoff Weapon       |                  | тактична керована крилата бомба                            |                         |                                                                                                  |                  |                  |
| AGM-158 JASSM                       |                  | крилата ракета повітряного базування                       |                         |                                                                                                  |                  |                  |
| AIM-7 Sparrow                       |                  | ракета «повітря — повітря» середньої дальності             |                         |                                                                                                  |                  |                  |
| AIM-9 Sidewinder                    |                  | ракета «повітря — повітря» ближнього радіуса дії           |                         |                                                                                                  |                  |                  |
| AGM-84H/K SLAM-ER                   |                  | крилата ракета повітряного базування                       |                         |                                                                                                  |                  |                  |
| AGM-84E SLAM                        |                  | високоточна ракета «повітря — повітря» середньої дальності |                         |                                                                                                  |                  |                  |
| AGM-176 Griffin                     |                  | легка високоточна авіаційна ракета                         |                         | Існують варіанти наземного та корабельного комплексів з ракетами «Гріффін»                       |                  |                  |
| AGM-114 Hellfire                    |                  | керована протитанкова ракета класу «повітря-поверхня»      |                         |                                                                                                  |                  |                  |
| Авіаційні бомби                     |                  |                                                            |                         |                                                                                                  |                  |                  |
| B61                                 |                  | термоядерна бомба                                          | B-61 mod 7, B-61 mod 11 |                                                                                                  |                  |                  |
| B83                                 |                  | термоядерна бомба                                          |                         |                                                                                                  |                  |                  |
| BLU-109                             |                  | бетонобійна бомба                                          |                         |                                                                                                  |                  |                  |
| BLU-116                             |                  | бетонобійна бомба                                          |                         |                                                                                                  |                  |                  |
| CBU-87 Combined Effects Munition    |                  | касетна бомба                                              |                         |                                                                                                  |                  |                  |
| CBU-89                              |                  | касетна бомба                                              |                         |                                                                                                  |                  |                  |
| CBU-97 Sensor Fuzed Weapon          |                  | касетна бомба                                              |                         |                                                                                                  |                  |                  |
| GBU-10 Paveway II                   |                  | бомба з лазерним наведенням                                |                         |                                                                                                  |                  |                  |
| GBU-12 Paveway II                   |                  | авіаційна бомба з лазерним наведенням                      |                         |                                                                                                  |                  |                  |
| GBU-15                              |                  | високоточна авіаційна бомба                                |                         |                                                                                                  |                  |                  |
| GBU-24 Paveway III                  |                  | авіаційна бомба з лазерним наведенням                      |                         |                                                                                                  |                  |                  |
| GBU-27 Paveway III                  |                  | бомба з лазерним наведенням                                |                         |                                                                                                  |                  |                  |
| GBU-28                              |                  | авіаційна бомба з лазерним наведенням                      |                         |                                                                                                  |                  |                  |
| GBU-43/B Massive Ordnance Air Blast |                  | фугасна авіаційна бомба                                    |                         | Найпотужніша неядерна авіаційна бомба у світі                                                    |                  |                  |
| GBU-57                              |                  | керована бетонобійна бомба                                 |                         |                                                                                                  |                  |                  |
| Mark 82                             |                  | фугасна авіаційна бомба                                    |                         |                                                                                                  |                  |                  |
| Mark 84                             |                  | фугасна авіаційна бомба                                    |                         |                                                                                                  |                  |                  |
| GBU-39                              |                  | легка авіаційна бомба                                      |                         |                                                                                                  |                  |                  |
| JDAM                                |                  | всепогодна коригована авіаційна бомба                      |                         |                                                                                                  |                  |                  |
| GBU-44/B Viper Strike               |                  | бомба з лазерним наведенням                                |                         | Носії: IAI RQ-5 Hunter, KC-130J Harvest Hawk, AC-130W Stinger II                                 |                  |                  |
| GBU-53/B                            |                  | високоточна авіаційна бомба                                |                         |                                                                                                  |                  |                  |
| Авіаційна зброя                     |                  |                                                            |                         |                                                                                                  |                  |                  |
| GAU-8 Avenger                       |                  | 30-мм 7-ми ствольна автоматична гармата системи Гатлінга   |                         |                                                                                                  |                  |                  |
| M61 Vulcan                          |                  | 20-мм 6-ти ствольна автоматична гармата системи Гатлінга   |                         |                                                                                                  |                  |                  |
| GAU-16                              |                  | важкий авіаційний кулемет                                  |                         |                                                                                                  |                  |                  |
| GAU-17                              |                  | 7,62-мм 6-ти ствольний кулемет Гатлінга                    |                         |                                                                                                  |                  |                  |
| GAU-12 Equalizer                    |                  | 25-мм 5-ти ствольна автоматична гармата системи Гатлінга   |                         |                                                                                                  |                  |                  |
| GAU-13                              |                  | 30-мм 4-х ствольна автоматична гармата системи Гатлінга    |                         |                                                                                                  |                  |                  |
| GAU-19                              |                  | 12,7-мм 3-х ствольний авіаційний кулемет системи Гатлінга  |                         |                                                                                                  |                  |                  |
| M102                                |                  | 105-мм авіаційна бортова гаубиця                           |                         | Носії: AC-130E Pave Aegis, AC-130H Spectre, AC-130U Spooky II                                    |                  |                  |
| GAU-23/A                            |                  | 30-мм автоматична гармата                                  |                         | Носії: AC-130U Spooky                                                                            |                  |                  |
| M240                                |                  | єдиний авіаційний кулемет                                  |                         | Використовується на гелікоптерах UH-1 Iroquois, UH-60 Black Hawk, HH-60H Seahawk, SH-60F Seahawk |                  |                  |

## Балістичні ракети
| LGM-30 Minuteman |  | Міжконтинентальна балістична ракета | LGM-30G Minuteman III |  |

### Космічні апарати
| Назва             | Фото         | Тип                                                             | Модифікації  | Кількість    | Прим. |              |
| Ракети-носії      | Ракети-носії | Ракети-носії                                                    | Ракети-носії | Ракети-носії | Ракети-носії                                                                                                 | Ракети-носії |
| ----------------- | ------------ | --------------------------------------------------------------- | ------------ | ------------ | --- | ------------ |
| Atlas V           |              | одноразова ракета-носій                                         |              |              | |              |
| Delta-2           |              | ракета-носій                                                    |              |              | |              |
| Delta IV          |              | ракета-носій                                                    |              |              | Останній запуск Delta IV-M+ у військових цілях у рамках програми Wideband Global SATCOM стався 24 липня 2015 |              |
| Супутники         |              |                                                                 |              |              | |              |
| DSCS              |              | супутник зв'язку                                                |              |              | |              |
| DSP               |              | розвідувальний супутник                                         |              |              | |              |
| Супутники GPS     |              | навігаційно-обчислювальна система                               |              | 30           | |              |
| MILSTAR           |              | супутник зв'язку                                                |              | 5            | |              |
| DMSP              |              | метеорологічний супутник                                        |              |              | |              |
| MUOS              |              | супутник зв'язку                                                |              | 4            | |              |
| SBIRS             |              | супутники протиракетної оборони (система раннього попередження) |              |              | |              |
| WGS               |              | супутниковий зв'язок                                            |              |              | |              |
| Орбітальні літаки |              |                                                                 |              |              | |              |
| Boeing X-37B      |              | безпілотний експериментальний орбітальний літак                 |              | 2            | |              |